# Vitmossemyra
Vitmossemyra (Formica transkaukasica) är en myrart. Vitmossemyra ingår i släktet Formica, och familjen myror. Arten är reproducerande i Sverige.